# Nationernas välstånd
Nationernas välstånd (originaltitel: An Inquiry into the Nature and Causes of the Wealth of Nations; ibland bara kallat Wealth of Nations) är Adam Smiths magnum opus, och publicerades den 9 mars 1776 under den skotska upplysningen. Det är en facklitterär skildring av den politiska ekonomin i början av den industriella revolutionen, och betraktas som ursprunget för den moderna nationalekonomin. Verket är också det första mera omfattande verket som försvarar den fria marknaden. I Nationernas välstånd betonar Smith också vikten av konkurrens och arbetsfördelning.
Bokens finns i svensk förkortad översättning av Emil Sommarin under titeln En undersökning av folkens välstånd, dess natur och orsaker, publicerad i två delar av Gleerups förlag i Lund år 1909–1911.